# Rio Domoşiţa
O Rio Domoşiţa é um rio da Romênia, afluente do Trotuş, localizado no distrito de Bacău e Vrancea.